# 국제 노인의 날

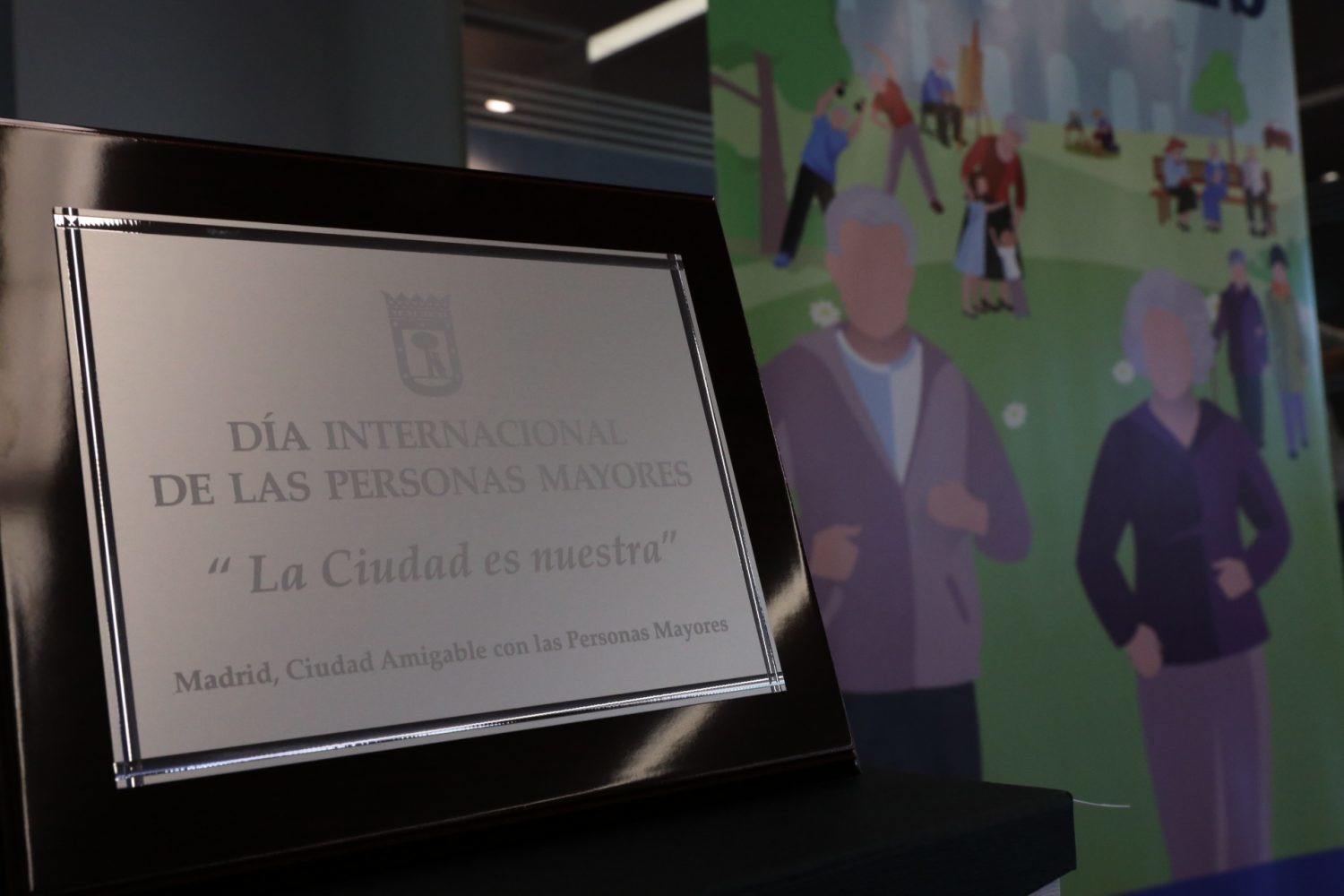

국제 노인의 날(International Day of Older Persons)은 1991년에 유엔 회원국이 제정한 국제 기념일이다. 매년 10월 2일에 해당한다. 북아메리카에서는 조부모의 날, 일본에서는 경로의 날, 대한민국에서는 노인의 날이라는 독자적인 기념일이 있다.

## 같이 보기
- 연령 차별
- 노인의학
- 경로의 날